# قوافل المهاجرين من أمريكا الوسطى
قوافل المهاجرين من أمريكا الوسطى هي قوافل من المهاجرين تنطلق من دول أمريكا الوسطى تجاه الحدود الأمريكية المكسيكية.هناك بعض الخلاف حول ما إذا كانت قوافل المهاجرين تتكون أساسًا من لاجئين يطلبون اللجوء أم أنها مجرد تجمعات كبيرة من المهاجرين الاقتصاديين التقليديين.توثق العديد من منظمات حقوق الإنسان زيادة في العنف وسوء المعاملة في السنوات الأخيرة في بلدان أمريكا الوسطى. تظل أسباب الهجرة وكذلك الطريقة الصحيحة لتوطين أو ترحيل المهاجرين أنفسهم مصدراً للنقاش السياسي داخل الولايات المتحدة.